# Margherita Agnelli
 (mai 2024).
Pour les articles homonymes, voir Famille Agnelli et Agnelli.
Margherita Agnelli de Pahlen, née le 26 octobre 1955 à Lausanne en Suisse, est la fille de Gianni Agnelli, surnommé l'Avvocato, industriel et entrepreneur italien, copropriétaire et dirigeant du constructeur automobile Fiat.
À la mort de son père en 2003, Margherita est héritière avec sa mère Marella, son frère Edoardo s'étant suicidé quelques années auparavant.

## Biographie
De son premier mariage en 1975 avec le journaliste franco-italien d'origine juive Alain Elkann, Margherita Agnelli a trois enfants : John, qui lui a donné trois petits-enfants, Lapo et Ginevra, qui lui a également donné trois petits-enfants.
Convertie à la religion orthodoxe, elle se remarie en 1981 avec le français Serge de Pahlen (né en 1944), comte russe d'origine germano-balte, dont elle a cinq autres enfants : Pietro, Sofia, Maria, Anna et Tatiana.

## Affaire familiale de succession
Le 31 mai 2007, elle assigne en justice sa mère Marella et les trois hommes de confiance de l'ancien président de Fiat, Gianluigi Gabetti, Franzo Grande Stevens et Siegfrid Maron.
Arguant que des actifs auraient été omis de la succession, elle demande un examen détaillé du patrimoine professionnel et personnel de son père, dont elle a hérité avec sa mère au terme de négociations et d'un acte de partage du 2 mars 2004.
À cette occasion, en échange de biens immobiliers, d'œuvres d'art, d'une somme de 109 millions d'euros, pour un total de 1,166 milliard d'euros, elle avait accepté de céder ses droits dans Dicembre, la société qui détient les participations industrielles et financières de la famille, à sa mère Marella, tout en renonçant par avance à la succession de cette dernière. Consécutivement, Marella Agnelli avait donné toutes ses actions à son petit-fils John Elkann. Cet accord avait été conclu alors que l'action Fiat valait 5 euros.
Parallèlement, Margherita Agnelli demande l'examen de la gestion du patrimoine de son père depuis l'année 1993, soit 10 ans avant sa mort.
La première audience dans la procédure engagée par Margherita Agnelli se déroule le 9 janvier 2008 à Turin. La défense demande sa suspension plaidant l'incompétence du juge italien. En effet, selon le défenseur de Marella Agnelli, Marco Weigmann, l'accord de 2004 signé entre Margherita Agnelli et sa mère, toutes deux résidentes en Suisse, est régi par le droit suisse.
Au cours de l'été 2009, la chaîne de télévision italienne Canale 5 révèle qu'une enquête est ouverte par l'administration fiscale italienne au sujet d'une possible évasion de 1,463 milliard d'euros dans des paradis fiscaux, en Suisse et au Luxembourg.
Un arrêt de la Cour de cassation italienne d'octobre 2008 déclare que la justice italienne est compétente dans ce procès, comme le soutenait Margherita Agnelli. Le jugement statuant sur la recevabilité de la plainte de Margherita Agnelli est intervenu ensuite en mars 2010 à Turin. Elle est déboutée de sa demande. Margherita Agnelli interjette appel. Une première audience a lieu le 26 janvier 2011. Une seconde se tiendra le 20 décembre 2011.
Parallèlement à la procédure italienne, Margherita Agnelli intente une action judiciaire à Genève contre deux sociétés, demandant qu’elles rendent compte des mandats de gestion de biens que leur aurait confiés son père Gianni Agnelli.
Le 7 octobre 2010, la justice genevoise se déclare compétente pour statuer sur ce litige qui oppose Margherita Agnelli à deux sociétés qui géraient les avoirs de son père. Selon le tribunal fédéral, il est vraisemblable que Gianni Agnelli avait fait mettre en place une « structure complexe impliquant la gestion de sociétés étrangères » avec trois hommes de confiance aux postes clés.
À partir du 14 février 2024, la presse italienne annonce que la Garde des finances a trouvé des dizaines d'œuvres  d'art de grande valeur cachées sous clé dans un des appartements de la famille Agnelli-Elkann, œuvres  qui pourraient faire partie de celles dont Margherita Agnelli avait dénoncé la disparition après la mort de sa mère Marella. Les enquêtes du Ministère public de Turin montrent par ailleurs que les signatures de Marella Agnelli sur les ajouts du testament et les contrats de location des immeubles italiens sont apocryphes,, et qu'il y a d'autres biens cachés dans des paradis fiscaux. En effet, lors d'une perquisition dans une villa de Corso Vittorio Emanuele II à Turin, la Garde des finances a trouvé les preuves de comptes pour 500 millions d'euro non déclarés, appartenant à l'héritage de Gianni Agnelli et pouvant être mis en relation avec des sociétés offshore au nom de Marella Agnelli dans des paradis fiscaux. L'argent non déclaré est vite monté à 900 millions et les principaux journaux de la presse italienne (Corriere della Sera,, Il fatto quotidiano) parlent désormais de l'affaire, en soulignant l'implication des trois fils Elkann,. Margherita Agnelli a dénoncé au Ministère public de Turin les infractions fiscales présumées de sa mère et de son fils John avec l'aide de ses collaborateurs, ainsi que la falsification de 14 signatures sur les testaments, et veut prendre le contrôle des sociétés Exor et Stellantis en demandant le 54% de Dicembre, la société qui est le  "coffre fort" historique de la famille,. Les enquêtes du Ministère public de Turin continuent, notamment au sujet des documents secrets concernant les sociétés Blue Dragons AG et Dancing Tree AG, appartenant à John Elkann et ayant leurs sièges au Liechtenstein,. L'enquête du ministère public de Turin s'élargit ultérieurement à Lapo et Ginevra Elkann, et montre que la résidence suisse de Marella Agnelli était fictive, pour éviter de devoir payer des impôts en Italie sur un patrimoine de 734 millions d'euros,,, et qu'elle vivait en Italie, et non pas en Suisse, ainsi que le témoignent les personnes qui ont travaillé pour elle et l'ont assistée.  En conséquence les trois frères Elkann, John, Ginevra et Lapo, ainsi que Gianluca Ferrero, le commercial de la famille, et le notaire suisse Urs Robert von Gruenigen, qui avait rédigé le testament, sont poursuivis pour  fraude envers le fisc italien. Et les résultats des enquêtes montrent que non seulement les Elkann ont commis une évasion fiscale, mais aussi que la propriété de Dicembre, la société de famille, est passée en fraude aux Elkann,. Diverses lettres découvertes dans le caveau de John Elkann apportent des preuves concernant l'évasion fiscale, mais aussi l'exclusion de sa mère Marguerite de l'héritage de Gianni Agnelli, qui est passé directement à son petit-fils John, ainsi que le sort des œuvres d'art de grande valeur dont Margherita Agnelli avait dénoncé la disparition après la mort de sa mère Marella,. Un résumé de toute l'affaire jusqu'en mars 2024 peut être trouvé ici. Le 28 mars le tribunal de Turin a confirmé le maintien des séquestres de tous les documents et données informatiques de John, Lapo et Ginevra Elkann, étant donné les graves indices de crime qu'ils comportent, et il juge vraisemblable que John, Lapo et Ginevra Elkann aient été conscients de l'évasion de  l'impôt de succession de 40 millions d'Euros à la suite du décès de leur grand-mère, Marella Caracciolo,,. 734 millions d'Euros des frères John, Lapo et Ginevra Elkann sont aussi découverts dans la société  Bundeena Consulting Inc., à Tortola, aux Caraïbes, qui appartenait à la grand-mère Marella, avec un patrimoine de 900 millions de dollars et un rendement annuel de 30 millions" Les derniers développements de l'affaire pourraient remettre en cause le contrôle de la holding Dicembre (appartenant pour 60% à John et pour 20% chacun aux deux autres frères): 4,1 milliards d'euro de bénéfices en 2024. Entretemps, le procès civil que Margherita Agnelli a intenté à Turin à l'encontre des trois frères Elkann au sujet de l'héritage de sa mère , qui avait été suspendu en juillet 2023 dans l'attente des résultats des procès suisses,  a repris sur décision du juge Nicoletta Aloj qui, avec une ordonnance de onze pages a décidé d'admettre de nouveaux témoignages et le dépôt de nouvelles preuves. John Elkann va être interrogé au sujet de sociétés offshore dont la grand-mère Marella était la bénéficiaire. La prochaine audience est prévue pour le 2 décembre,. La Cour de Cassation a confirmé la légitimité des saisies ordonnées par les juges de Turin, donnant ainsi raison à Margherita Agnelli ,, qui aurait aussi  toujours été tenue à l'écart des 138 tonnes d'or en lingots déposés au Port Franc de Genève, qui ne figurent pas dans l'inventaire de l'héritage. Les enquêtes ordonnées par les juges de Turin confirment les soupçons et les trois  frères et sœur Elkann, John, Lapo et Ginevra, sont accusés de fraude fiscale pour plus de 800 millions d'euro et d'escroquerie : une saisie de tableaux, bijoux et autres biens non déclarés au fisc pour 74,8 millions est ordonnée,, John, Lapo et Ginevra Elkann auraient mis au point la résidence fictive en Suisse de leur grand-mère Marella pour éviter qu'une partie de l'héritage aille à leur mère Margherita et soustraire ainsi l'important patrimoine de famille à l'étranger au fisc italien,,. Un article de Fabrizio Massaro donne tous les détails de l'affaire, ses développements et ses conséquences . Dans une note, les avocats des Elkann nient tout en bloc . L'hebdomadaire "Panorama" publie une enquête sur l'affaire. 
La "Guardia di finanza" de Turin a exécuté une série de perquisitions et le 26 novembre 2024 elle a perquisitionné les bureaux de l'avocat de la Famille Agnelli, Franzo Grande Stevens (96 ans), et a constaté l'existence d'une archive secrète de Giovanni Agnelli, dont les documents (lettres, e-mails, etc.) prouveraient les opérations illicites de la veuve d'Agnelli, Marella, et de ses petits-fils Elkann, pour exclure Margherita Agnelli de l'héritage et pour soustraire au fisc italien des centaines de millions d'euros,. Les documents d'archive sont mis sous séquestre par la "Guardia di finanza". John Elkann accuse maintenant sa mère de "violence physique et psychologique" sur lui-même, son frère Lapo et sa sœur Ginevra pendant leur enfance . Le 13 juillet 2025 la presse italienne annonce que les trois  frères Elkann, "senza alcun riconoscimento, nemmeno implicito o parziale, della validità delle contestazioni iniziali" (trad fr.: "sans reconnaître,  même implicitement ou partiellement, la valeur des contestations initiales"),  ont conclu un accord avec le fisc italien pour un versement de 175 millions qui résoudrait l'affaire de l'héritage de la grand-mère Marella; John Elkann voudrait éviter une condamnation pénale en faisant demande de mise à l'épreuve dans une structure socio-sanitaire .   